# Franz Berwald
Franz Adolf Berwald (23. července 1796 Stockholm – 3. dubna 1868 Stockholm) byl švédský hudební skladatel a houslista německého původu. V době jeho života se mu nedostalo uznání a živil se jako ortoped a manažer. Dnes je považován za významného představitele severského kompozičního stylu 19. století. Skládal symfonie, opery i komorní hudbu.